# 千鳥のハンターおとも旅
『千鳥のハンターおとも旅』（ちどりのハンターおともたび）は、2017年10月25日（24日深夜）から10月31日（30日深夜）までテレビ朝日で放送されていたバラエティ番組である。放送時間は火曜1:56 - 2:21（月曜深夜。『ネオバラ3』月曜版『キタイチ』）に放送。

## 概要
千鳥が全国のあらゆるハンターに密着！ロマンを追い求め戦う「○○ハンター」と呼ばれる勇者の旅に、ノブ＆大悟がお供するクセだらけのハンティングバラエティ。

## 出演者
- 千鳥

## ゲスト
- 平坂寛（第１回）
- 堤裕司（第２回）

## スタッフ
- ナレーター：村田秀亮（とろサーモン）
- 構成：そーたに、植田将崇
- CAM：佐藤厚誠
- AUD：目野智子
- 美術：入江大介
- ロゴデザイン：ODD JOB
- テロップ：リトルベア
- 音効：安原裕人
- 編成：吉富大輔、高崎壮太
- プロデューサー：小島健嗣
- アシスタントプロデューサー：田中智子
- ディレクター：高橋佑輔
- ゼネラルプロデューサー：加地倫三
- 技術協力：スウィッシュジャパン
- 制作著作：テレビ朝日